# PBKs sæde i Łódź
PBKs sæde i Łódź (polsk Siedziba PBK w Łodzi) ligger ved Tadeusz Kościuszkos allé 63. 
Bygningen blev rejst i 1928 til Bank Gospodarstwa Krajowego ("Landbrugsbanken") efter tegninger af Dawid Lande. Den fik en rigt udsmykket facade som kan sammenligns med 1920'ernes "herregårdsstil" – tilbagegangen til klassiske, baroke og renøssancemotiver. Denne blev regelmæssigt opdelt af halvsøjler med et højt barokt tag. 
Bygningens indre blev udformet i art deco efter tegninger af Wacław Kowalewski. Senere renovationer ødelagde imidlertid det meste af de oprindelige former. Efter 2. verdenskrig overtog Polens nationalbank murstenshuset, og siden slutningen af 1970'erne har bygningen huset banken PBKs centrale regionafdeling i Łódź.
|  | Denne artikel kan blive bedre, hvis der indsættes geografiske koordinater Denne artikel omhandler et emne, som har en geografisk lokation. Du kan hjælpe ved at indsætte koordinater i wikidata. |